# GiGi Erneta
GiGi Erneta (* 1968 in New York City, New York) ist eine US-amerikanische Schauspielerin, Stuntfrau, Stunt Coordinatorin, Synchronsprecherin und Moderatorin.

## Leben
Erneta wurde in New York City als Tochter argentinischer Eltern geboren. Sie lernte Schauspiel und Tanz an der Royal Academy of Dance und Meisner am Playhouse West und Comedy an der Second City Los Angeles. Mitte der 1990er Jahre debütierte sie als Fernseh- und Filmschauspielerin sowie als Stuntfrau. Sie übernahm anfänglich Nebenrollen in Spielfilmen und war als Episodendarstellerin in Fernsehserien zu sehen. 2009 in Fire from Below – Die Flammen werden dich finden und 2011 in Camel Spiders – Angriff der Monsterspinnen übernahm sie größere Rollen. Im ersteren Film war sie darüber hinaus auch als Koordinatorin für die Stunts zuständig. Größere Serienrollen hatte sie 2019 in drei Episoden der Fernsehserie Veep – Die Vizepräsidentin als JoJo Weaver und vier Episoden der Fernsehserie The Purge – Die Säuberung als Fatima. Seit 2020 stellt sie die Rolle der Dr. Margot Meyerson in der Fernsehserie Roswell, New Mexico dar.
Erneta ist außerdem als Moderatorin tätig.

## Filmografie

### Schauspiel
- 1996: Versteckte Sinnlichkeit (Secret Places)
- 1996: The Searcher
- 1997: Bitterland
- 1998: Visions
- 1998: About Sarah (Fernsehfilm)
- 1998: Mistress of Seduction
- 1998: Intimate Nights
- 1998: Eshgh bedoone marz
- 2000: The Black Rose
- 2001: Firestorm Rising
- 2001: Passion Crimes
- 2001: Raptor
- 2001: Reasonable Doubt
- 2001: The Price of the American Dream
- 2002: Trügerisches Glück (She's No Angel)
- 2002: Burning Desires
- 2002: Project Viper (Fernsehfilm)
- 2002: The Model Solution
- 2002: Crossed
- 2002: Screaming Night
- 2002: The Chatroom
- 2003: Hidden Hills (Fernsehserie, Episode 1x13)
- 2003: Cheerleader Massacre
- 2003: Jagd auf den verlorenen Schatz (Lost Treasure)
- 2003: El Chupacabra
- 2003: More Mercy
- 2004: Strong Medicine: Zwei Ärztinnen wie Feuer und Eis (Strong Medicine) (Fernsehserie, Episode 5x03)
- 2004: Quiet Kill
- 2005: La ley del silencio (Fernsehserie, Episode 1x01)
- 2005: I Feel Your Pain (Kurzfilm)
- 2005: Hercules in Hollywood
- 2005–2006: Veronica Mars (Fernsehserie, 2 Episoden)
- 2006: Desire (Fernsehserie, 2 Episoden)
- 2006: The Insatiable
- 2006: AlamoHeightsSA.com (Fernsehserie, Episode 1x08)
- 2006: Friday Night Lights (Fernsehserie, Episode 1x10)
- 2007: My Father's Eulogy (Kurzfilm)
- 2008: The Name of God
- 2008: The Fresh Air Will Do You Good
- 2008: World Of The Living Dead
- 2008: Dusk
- 2009: Vampire in Vegas
- 2009: Hallettsville
- 2009: Fire from Below – Die Flammen werden dich finden (Fire from Below)
- 2009: Mia's Father
- 2010: Endings
- 2011: Camel Spiders – Angriff der Monsterspinnen (Camel Spiders) (Fernsehfilm)
- 2011: Flag of My Father
- 2012: You Became I: The War Within
- 2012: Reel Dudes (Fernsehserie, 2 Episoden)
- 2012: Deadly Obsession
- 2013–2014: Dallas (Fernsehserie, 2 Episoden, verschiedene Rollen)
- 2015: Red All Over
- 2015: Adrenaline
- 2015: Scream Queens (Fernsehserie, Episode 1x13)
- 2015: Evan's Crime
- 2016: American Crime (Fernsehserie, Episode 2x09)
- 2016: Queen of the South (Fernsehserie, Episode 1x12)
- 2016: Das Wiegenlied vom Tod (When the Bough Breaks)
- 2016: Navy CIS: New Orleans (NCIS: New Orleans) (Fernsehserie, Episode 3x01)
- 2016: Temptation of the Miracle Weaver
- 2016: Kopy Kings
- 2016: The Follower (Fernsehfilm)
- 2016: Duality (Fernsehserie, Episode 1x01)
- 2017: Too Close to Home (Fernsehserie, Episode 2x08)
- 2017: Scandal (Fernsehserie, Episode 6x11)
- 2017: Happy Deathday
- 2017: Jane the Virgin (Fernsehserie, Episode 4x05)
- 2018: Our Father
- 2018: Nashville (Fernsehserie, Episode 6x10)
- 2018: The First (Fernsehserie, 2 Episoden)
- 2019: Happy Deathday 2U
- 2019: Veep – Die Vizepräsidentin (Veep) (Fernsehserie, 3 Episoden)
- 2019: The Purge – Die Säuberung (The Purge) (Fernsehserie, 4 Episoden)
- 2020: Sons of Thunder (Fernsehserie, Episode 1x03)
- 2020: Body Cam – Unsichtbares Grauen (Body Cam)
- seit 2020: Roswell, New Mexico (Fernsehserie)

### Stunts
- 1996: The Searcher
- 1997: Bitterland
- 1998: Mistress of Seduction
- 2001: Firestorm Rising
- 2001: Thy Neighbor's Wife
- 2001: Reasonable Doubt
- 2002: Warrior
- 2002: Project Viper (Fernsehfilm)
- 2004: Quiet Kill
- 2009: Fire from Below – Die Flammen werden dich finden (Fire from Below)
- 2011: Flag of My Father

## Synchronisationen
- 2004: Cool Girl (Videospiel)